# Vännäsby
Vännäsby is een plaats in de gemeente Vännäs in het landschap Västerbotten en de provincie Västerbottens län in Zweden. De plaats heeft 1522 inwoners (2005) en een oppervlakte van 188 hectare. De plaats ligt iets ten oosten van de plaats Vännäs op de plaats waar de rivier de Umeälven en de rivier de Vindelälven samen komen. De Europese weg 12 loopt direct langs de plaats.

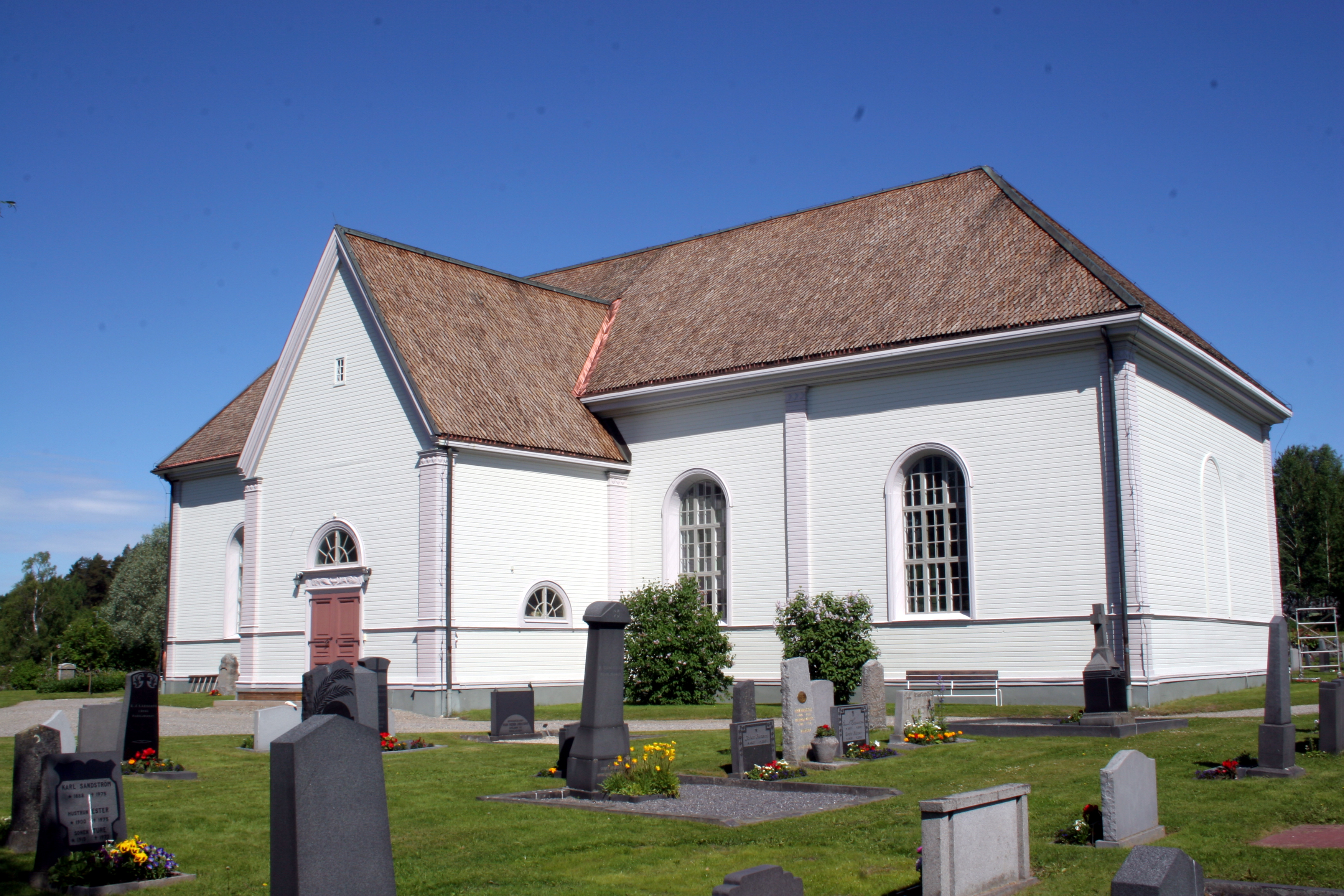
Kerk